# گمینا پولکوویتسه
گمینا پولکوویتسه (به لهستانی:  Gmina Polkowice) یک گمینا در لهستان است که در شهرستان پولکوویتسه واقع شده‌است. گمینا پولکوویتسه ۱۵۸٫۷۷ کیلومتر مربع مساحت و ۲۶٬۰۳۴ نفر جمعیت دارد.